# Brasserie de Saint-Omer
Brasserie de Saint-Omer este o fabrică de bere⁠(d) franceză cu sediul în orașul Saint-Omer (departamentul Pas-de-Calais, regiunea Nord-Pas-de-Calais, Franța). Este una dintre ultimele fabrici de bere mari din Nord-Pas-de-Calais, care se mai află încă în funcțiune.

## Prezentare
Producția fabricii de bere Brasserie de Saint-Omer este de aproximativ două milioane de hectolitri de bere pe an, ceea ce o face cea mai mare fabrică de bere independentă din Franța. În fiecare an, pune în vânzare aproape 600 de milioane de sticle, 370 de milioane de cutii și 750.000 de butoaie. Produce aproximativ treizeci de sortimente de bere pentru aproape 200 de comercianți și are o cifră de afaceri de 205 milioane de euro. 45% din producție este destinată pieței franceze, iar 55% din producție este destinată exportului. Compania are 160 de angajați.

## Istorie

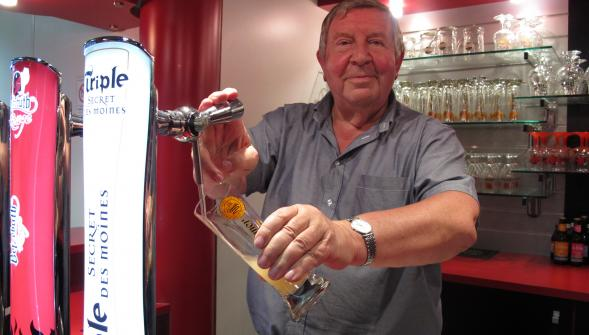
Proprietarul André Pecqueur turnând într-un pahar o bere Saint-Omer în 2015.

Fabrica de bere din Saint-Omer a fost fondată în 1866, potrivit surselor proprii, de Sion Avot. A fost cumpărată în 1919 de antreprenorii Hache și Calonne, care s-au asociat în 1926 cu antreprenorul Delecourt. Fabrica avea în acel an un număr de 13 angajați. Producția fabricii a fost de 26.000 de hectolitri pe an (în 1926) și a crescut la 50.000 de hectolitri pe an (în 1947). După mai multe preluări și fuziuni, fabrica a preluat în 1950 numele de Brasserie Artésienne.
Producția fabricii de bere a fost orientată până în 1985 în principal către piața regională. În același an, fabrica de bere Brasserie Artésienne din Saint-Omer a fost cumpărată de grupul Caves de Saint-Arnould (deținut de omul de afaceri André Pecqueur) și a preluat numele Brasserie de Saint-Omer. Zece ani mai târziu, Brasserie de Saint-Omer a fuzionat cu fabricile de bere Facon (din Pont-de-Briques) și Semeuse (din comuna suburbană Lomme⁠(d) a orașului Lille), iar noua companie rezultată în urma acestei fuziuni a luat numele GSA Brasseries, ce avea o producție de 400.000 de hectolitri pe an. Cele două fabrici achiziționate au fost închise, iar activitatea lor de producție a fost transferată la Saint-Omer. Frații Pecqueur au investit 100 de milioane de franci în modernizarea fabricii și dotarea ei cu o nouă linie de îmbuteliere cu o capacitate de 120.000 de sticle pe oră și au extins rețeaua de distribuție, încheind acorduri cu rețele de magazine din întreaga Franță. Producția anuală a ajuns în 1988 la 500.000 de hectolitri de bere.
În 1996 frații Pecqueur au vândut fabrica de bere grupului multinațional Heineken, negociind direct cu Freddy Heineken, fondatorul grupului. Heineken i-a cerut lui André Pecqueur să continue să lucreze și l-a numit membru în comitetul director al Heineken France. Ulterior, grupul Heineken, care își extinsese mult gama de mărci, a vrut să se separe de Brasserie de Saint-Omer, iar André Pecqueur, fostul director al fabricii de bere, a achiziționat-o în iunie 2008. Brasserie de Saint-Omer a redevenit astfel o fabrică de bere independentă și a revenit în proprietatea familiei Pecqueur. André Pecqueur a anunțat în martie 2009 că va face investiții pentru a mări producția anuală de bere la 2 milioane de hectolitri pe an, iar în anul 2010 a achiziționat compania Brasseurs de Gayant din Douai, specializată în beri artizanale, lărgindu-și astfel portofoliul.
Producția Brasserie de Saint-Omer a ajuns în 2010 la aproximativ două milioane de hectolitri de bere pe an, vândute în 300 de milioane de sticle, iar cifra de afaceri s-a ridicat la 160 de milioane de euro. Ca urmare a acestoe rezultate, președintele director André Pecqueur a fost ales Antreprenorul anului 2011 al regiunii Nord, premiu decernat de Ernst & Young și L'Entreprise, în parteneriat cu Compagnie financière Edmond de Rothschild.

## Sortimente de bere
- Saint-Omer (blondă, 5%);
- Saint-Omer Bière Bock (blondă, 4%);
- Saint-Omer 8.0 (blondă, 8%);
- La Spéciale de Saint-Omer (6,2%);
- Le Panaché de Saint-Omer (panaché, 1%);
- Saint-Bertin (bere de abație, 6,2%);
- Sombrero (bere cu aromă de tequila, 5,9%);
- Munsterbräu⁠(d) (blondă, 4,2%);
- Bière d'abbaye brassée sous licence de l'abbaye Saint-Paul de Wisques (6,2%).
- Bière Perlembourg (blondă, 4,2%). Bere vândută de Lidl
- Bière Perlembourg Bio (blondă bio, 5,5%). Bere vândută de Lidl
- Bière Falsbourg (blondă, 4,2%). Bere vândută de E. Leclerc
- Bière Cartouche (blondă, 5,2%). Bere vândută exclusiv la Network Bar
- Bières Karlsquell (beri blonde, 4,7%, 7,8% și 10%). Bere vândută de Aldi[12]
- Nain de Crespin (bere blondă aromată, 7%)